# Les Dents de la mer 4
Pour les articles homonymes, voir Les Dents de la mer (série de films).
 (juin 2023).
Si vous disposez d'ouvrages ou d'articles de référence ou si vous connaissez des sites web de qualité traitant du thème abordé ici, merci de compléter l'article en donnant les références utiles à sa vérifiabilité et en les liant à la section « Notes et références ».
Série Les Dents de la mer
Les Dents de la mer 3
(1983)
Pour plus de détails, voir Fiche technique et Distribution.
Les Dents de la mer 4 : La Revanche (Jaws: The Revenge, litt. « Les Mâchoires : La Revanche ») est un film américain réalisé et produit par Joseph Sargent et sorti en 1987. Suite directe des Dents de la mer, 2e partie (car ignorant les événements du troisième opus), il s'agit du quatrième et dernier volet de la saga des Dents de la mer. Il raconte l'histoire d'Ellen Brody (Lorraine Gary) désormais veuve et sa conviction qu'un grand requin blanc cherche à se venger de sa famille, notamment lorsqu'il tue l'un de ses fils, Sean (Mitchell Anderson). Elle part alors aux Bahamas pour rejoindre son autre fils Michael (Lance Guest) et elle découvre une fois sur place que le squale l'a poursuivi.
Les Dents de la mer 4 : La Revanche a été tourné sur place en Nouvelle-Angleterre et aux Bahamas, ainsi que dans les studios Universal. Comme lors des deux premiers films, Martha's Vineyard a été le lieu de tournage pour les scènes d'ouverture se déroulant sur l'île fictive d'Amity. Alors que la production des trois premiers opus de la saga a duré environ deux ans pour chaque film, Les Dents de la mer 4 : La Revanche a été produit en moins de neuf mois. Par ailleurs, il est le dernier film réalisé par Joseph Sargent pour le cinéma et le dernier rôle de Lorraine Gary.
Le film a été un échec commercial aux États-Unis, n'ayant rapporté que 20 millions de dollars pour un budget de 23 millions. Il a été sauvé par son exploitation dans les pays étrangers où il a rapporté 31 millions, totalisant alors 51 millions de dollars. Néanmoins, il reste l'opus le moins rentable de la saga. Il a reçu des critiques extrêmement négatives et est généralement considéré comme l'un des pires films américains jamais réalisés.

## Synopsis
Les années ont passé depuis que deux grands requins blancs ont semé la terreur sur les plages de la station balnéaire d'Amity aux États-Unis. Martin Brody, chef de la police et véritable héros local, est décédé d'une crise cardiaque. Sa veuve, Ellen, vit toujours à Amity près de son fils cadet, Sean, et de sa fiancée, Tiffany. Sean travaille désormais comme adjoint de police. Quelques jours avant Noël, alors qu'il est envoyé au large de l'île enlever un tronc d'une bouée, un grand requin blanc surgit et lui arrache le bras. Il crie à l'aide, mais les cantiques de Noël chantés sur le port par la population locale étouffent ses cris. Le requin refait alors surface, coule son bateau et le traîne sous l'eau jusqu'à sa mort.
Le fils aîné de Martin, Michael, sa femme, Carla, et leur fille de cinq ans, Thea, viennent à Amity pour les funérailles. Michael travaille aux Bahamas en tant que biologiste marin et après la cérémonie de l'enterrement, Ellen exige qu'il arrête son travail. Michael vient à peine de recevoir sa première bourse et est réticent à l'idée de tout arrêter. Sa fille Thea convainc Ellen de retourner avec eux aux Bahamas. Le pilote de leur petit avion, Hoagie Newcombe, s'intéresse à Ellen lorsqu'il les ramène aux Bahamas. Voulant oublier la mort de son fils cadet et se sentir désirée, elle commence à flirter avec lui. Michael présente à sa mère son collègue Jake Whitherspoon et sa femme Louisa puis passent Noël et le Nouvel An ensemble.
Quelques jours plus tard, Michael, Jake et leur équipage rencontrent le requin, qui a suivi la famille depuis Amity. Jake est impatient de le rechercher car les grands requins blancs n'ont jamais été vus aux Bahamas en raison des eaux chaudes. Michael lui demande de ne pas mentionner le requin à sa famille. Durant le jour, Ellen peut garder son esprit loin du requin, mais la nuit, elle fait des cauchemars où elle est attaquée par le squale. Elle est également capable de sentir quand le requin est sur le point d'attaquer l'un de ses proches.
Jake décide d'attacher un appareil au requin qui peut le suivre à travers son rythme cardiaque. Il parvient à planter l'appareil de suivi sur un côté du requin grâce à une perche. Le lendemain, le requin tend une embuscade et poursuit Michael à travers une épave de navire, mais il parvient à s'échapper de justesse.
En parallèle, Thea monte sur une banane tractée avec son amie Margaret et sa mère. Alors que Carla présente sa nouvelle sculpture d'art, le requin attaque la banane tractée, tue et dévore une des passagères. Thea est ramenée sur la terre ferme, sauve. Une fois sa petite-fille mise en sécurité, Ellen monte à bord du bateau de Jake pour retrouver le requin, dans l'intention de le tuer pour sauver sa famille. Après avoir entendu parler de ce qui s'est passé, Michael avoue qu'il savait pour le requin, ce qui exaspère Carla.
Michael et Jake sont emmenés par Hoagie à la recherche d'Ellen et trouvent le requin à la poursuite de leur bateau. Pendant les recherches, Hoagie explique à Michael la croyance d'Ellen selon laquelle le requin qui a tué Sean chasse sa famille. Une fois Ellen retrouvée, Hoagie fait atterrir l'avion sur l'eau, ordonne à Michael et Jake de nager jusqu'au bateau puis peu après le requin surgit et entraîne l'avion ainsi qu'Hoagie sous l'eau.
Alors qu'ils le croyaient mort, Hoagie est parvenu à s'échapper et remonte sur le bateau. Jake et Michael assemblent à la hâte un appareil qui émet des impulsions électriques. Alors que Jake se déplace vers l'avant du bateau, le requin se précipite sur la proue et entraine Jake sous l'eau. Jake parvient à mettre l'appareil dans la gueule du requin avant qu'il ne soit emporté par le monstre. Michael commence à blesser le requin avec les impulsions qui le rendent fou; il bondit à plusieurs reprises hors de l'eau, couvert de spasmes et rugissant de douleur.
Michael continue à sérieusement blesser le requin avec les impulsions, le faisant à nouveau sauter hors de l'eau. Ellen dirige le voilier vers le requin tout en repensant à l'attaque du requin sur Thea, à la mort de Sean et à Martin qui a tué le premier requin (bien qu'elle n'ait pas été témoin des deux derniers). La pointe de la proue du bateau empale le requin. Dans le montage d'origine projeté aux États-Unis, le requin meurt transpercé puis coule au fond de l'océan avec l'épave du navire. Dans le montage présenté dans les pays étrangers puis dans l'exploitation vidéo, l'empalement fait littéralement exploser le requin. Dans cette version « alternative », alors que le cadavre du requin et le navire coulent au fond de l'océan (avec des images réutilisées de la mort du requin du premier film), Michael entend Jake appeler à l'aide, grièvement blessé mais vivant (alors qu'il meurt dans le montage d'origine). Les quatre protagonistes retournent sur la terre ferme en toute sécurité. Hellen fait ses adieux à sa famille et rentre aux États-Unis à Amity en avion avec Hoagie.

## Fiche technique
- Titre original : Jaws: The Revenge
- Titre français : Les Dents de la mer 4 : La Revanche
- Réalisation : Joseph Sargent
- Scénario : Michael De Guzman, d'après les personnages créés par Peter Benchley
- Musique : Michael Small
- Conception visuelle : John J. Lloyd
- Direction artistique : Donald B. Woodruff
- Décors : John M. Dwyer (en) et	Hal Gausman
- Maquillage : Christine Lee, Tony Lloyd et Daniel C. Striepeke
- Photographie : John McPherson
- Montage : Michael Brown
- Production : Joseph Sargent et Frank Baur
- Société de production : Universal Pictures
- Sociétés de distribution : Universal Pictures (États-Unis), United International Pictures (France)
- Budget : 23 000 000 $
- Pays de production :  États-Unis
- Langue originale : anglais
- Format : couleur (DeLuxe) — 35 mm — Stéréo Dolby
- Genre : horreur, suspense
- Durée : 90 minutes
- Dates de sortie : 
  - États-Unis et Canada : 17 juillet 1987
  - France : 23 décembre 1987
- Classification[1] :
  - États-Unis : PG-13, déconseillé aux moins de 13 ans lors de sa sortie
  - France : interdit aux moins de 12 ans lors de sa sortie

## Distribution
- Lorraine Gary (VF : Jeanine Freson) : Ellen Brody
- Lance Guest (VF : Éric Herson-Macarel) : Michael « Mike » Brody
- Mario Van Peebles (VF : Greg Germain) : Jake Witherspoon
- Karen Young (VF : Laurence Crouzet) : Carla Brody
- Judith Barsi (VF : Ingrid Lurienne) : Thea Brody
- Michael Caine (VF : Bernard Dhéran) : Hoagie Newcombe
- Lynn Whitfield (VF : Sylvie Feit) : Louisa
- Mitchell Anderson (VF : Bernard Gabay) : Sean Brody, nouveau chef de la police d'Amity
- Cedric Scott (VF : Mostéfa Stiti) : Clarence
- Charles Bowleg : William
- Melvin Van Peebles : M. Witherspoon, maire de Nassau
- Mary Smith : Tiffany
- Edna Billotto : Polly
- Fritzi Jane Courtney (en) : Mme Taft
- Cyprian R. Dube : M. Posner, nouveau maire d'Amity
- Lee Fierro : Mme Kintner
- William E. Marks : Lenny, adjoint du maire d'Amity
- Diane Hetfield : Mme Ferguson
- Jay Mello : Sean Brody enfant (images d'archives extraites du premier film)
- Roy Scheider : Martin Brody, ancien chef de la police d'Amity (photographie et images d'archives extraites du premier film)

## Production

### Genèse et développement
Le film a été produit en moins de neuf mois. Frank Baur, producteur associé et directeur de la production, a déclaré lors du tournage que « cette [Revanche] sera la plus rapide que je n'ai jamais vu sur un film majeur, planifié et réalisé au cours de mes 35 ans de carrière en tant que directeur de la production ».

### Distribution des rôles
Lorraine Gary reprend le rôle d'Ellen Brody qu'elle tenait dans les deux premiers opus. En revanche, Roy Scheider n'a pas voulu revenir et une allusion à la mort de son personnage d'une crise cardiaque est faite dans le film. On revoit cependant son portrait photographique dans le bureau du chef de la police d'Amity où son fils cadet, Sean, lui a succédé. Il réapparaît aussi dans deux scènes extraites du premier film dans les souvenirs de sa femme. La première se déroule au cimetière pendant l'enterrement de Sean où elle repense à Martin portant Sean enfant (alors joué par Jay Mello) sur ses genoux. Dans la seconde, on le revoit au moment où il tue le requin du premier film en tirant sur la bouteille de plongée : Ellen repense à lui au moment où elle éperonne le requin avec le navire. Or cette scène est incohérente, puisqu'elle fait se remémorer à Ellen Brody des événements qu'elle n'a, n'ayant jamais été présente sur l'Orca, elle-même jamais vécus.
Murray Hamilton, qui interpréta le personnage de Larry Vaughn, le maire d'Amity dans les deux premiers films, avait accepté de reprendre son rôle, mais il décéda peu avant le début du tournage.
Ce quatrième film se veut dans la continuité des deux premiers films tout en s'éloignant du troisième qui avait eu moins de succès. Ainsi, Lance Guest et Mitchell Anderson remplacent Dennis Quaid et John Putch dans les rôles des fils Brody.
C'est l'une des dernières apparitions sur grand écran de Judith Barsi, qui mourra l'année suivante assassinée avec sa mère par son père.

## Accueil

### Critiques
Les critiques ont été extrêmement négatives, le film a une côte de 0 % sur le site agrégateur Rotten Tomatoes et est largement considéré comme un des pires films jamais réalisés dans toute l'histoire du cinéma américain,.
Le film a été chroniqué sur Nanarland ; les principaux reproches qui ont été faits au film sont avant tout l'histoire jugée comme tout simplement "surréaliste" (l'idée du squale traquant le personnage d'Ellen Brody jusqu'au Bahamas et voulant se venger), de même que les nombreux temps morts, les personnages jugés "clichés" ou "inintéressants", la qualité discutable des effets spéciaux et de certaines scènes devenus célèbres pour leurs ridicules, notamment :
- celle où le squale fait un bond grotesque en dehors de l'eau, avale le personnage joué par Mario Van Peebles, l'emmène au fond des flots pour qu'au final, le personnage refasse son apparition parfaitement conscient et blessé superficiellement quelques instants plus tard ;
- celle où le squale émet un rugissement en dehors de l'eau ;
- celle où Sean Brody se fait arracher le bras et hurle de douleur seulement 15 secondes après ;
- la réaction nonchalante du personnage joué par Michael Caine lorsque le squale fonce sur lui et son avion posé sur l'eau ;
- la scène de la poursuite entre le squale et Michael Brody où le requin nage très lentement et de travers ;
- vers la fin du film, Hoagie est attaqué sur son avion par le requin, lorsqu'il sort de l'eau, sa chemise est sèche ;
- le fait qu'Ellen ait des flash-backs du premier opus de moments où elle n'était même pas présente ;
- la mort jugée proprement hallucinante du requin où il explose instantanément après avoir été empalé de manière complètement aléatoire par la proue, de même que les effets spéciaux de cette scène ont été extrêmement moqués. Cette fin n'est cependant pas la première. Dans la fin originale, Ellen empale le requin avec la proue du bateau, ce dernier se vide de son sang et coule en emportant l'embarcation avec lui. Cependant les producteurs ne furent pas satisfaits et décidèrent de la refaire bien qu'elle n'ait aucun sens. La fin originale est présente sur certaines versions DVD et Blu-Ray du film.
- juste après la mort du requin, un stock-shot de la mort de celui du premier film de la franchise apparaît furtivement de même que l'on constate que le mécanisme du requin est rempli de défauts, on remarque même une fermeture éclair derrière l'aileron du squale.

### Box-office
Le film a été un échec commercial aux États-Unis : produit pour un budget de 25 millions de dollars, il n'en rapporte que 20 millions. Il est cependant « sauvé » par son exploitation dans les pays étrangers, où il rapporte 31 millions, pour un total de 51 millions de dollars. Néanmoins, cela demeure le succès le plus faible de la saga. En France, le film enregistre 843 420 entrées.

## Commentaires
Ce quatrième film ne tient pas compte des évènements du précédent opus. Michael Brody n'est plus avec sa petite amie du troisième film, Kathryn Morgan, qui s'occupait des dauphins au parc aquatique, et était jouée par Bess Armstrong, mais il est marié à Carla avec qui il a une fille de huit ans, Thea, ce qui impliquerait que le film se passe au moins neuf ans après le troisième opus. Un lien dans la continuité avec le troisième film demeure cependant : Michael Brody envisageait d'aller s'établir avec Kathryn aux Bahamas pour y étudier les animaux marins. On le retrouve en effet là-bas dans ce quatrième film pour y préparer un doctorat ès sciences sur les mollusques. De même, Sean Brody n'est plus avec sa petite amie Kelly Ann Bukowski jouée par Lea Thompson mais est ici fiancé avec une prénommée Tiffany vivant à Amity.
La scène du concours de grimaces entre Brody et sa fille rappelle délibérément une scène similaire du premier film.
La version roman du film présente ce requin comme étant le fils unique
des requins des 1er et 2ème films. Déterminé à venger la mort de ses parents par feu Martin Brody, il tue son cadet (Sean) à Amity, puis, aux Bahamas, s’attaque à son ainé (Michael), à sa petite-fille (Théa) et enfin à sa veuve (Ellen).